# La finta semplice
La finta semplice (em português: "A falsa simples") é uma ópera-bufa de três atos composta por Wolfgang Amadeus Mozart em 1769, com o libreto italiano de Marco Coltellini baseado nos primeiros trabalhos de Carlo Goldoni. Estreou no Palácio do Arcebispo em Salzburgo no dia 1 de maio de 1769. Mozart compôs a música utilizando o modelo de comédia escrita por Philippe Destouches: La fausse Agnès, ou le Poète campagnard. Mozart compôs esta ópera aos 12 anos, e pela primeira vez abordou o gênero cômico na sua ópera.

## Personagens
| Rosina (uma baronesa que se finge ser simples, irmã de Fracasso) | soprano |
| Don Casandro (Rico tenente de Cremona)                           | baixo   |
| Don Polidoro (Irmão caçula de Don Cassandro)                     | tenor   |
| Giacinta (Irmã de Don Cassandro e Don Polidoro)                  | soprano |
| Ninetta (Serva de Giacinta)                                      | soprano |
| Fracasso (Capitão das tropas húngaras)                           | tenor   |
| Simone (Sargento de Fracasso)                                    | baixo   |

## Sinopse
A ópera se passa numa aldeia perto de Cremona, em meados do século XVIII.

### Ato I
A ópera começa com um quarteto com os personagem Giacinta, Fracasso, Ninetta e Simone, jovens e apaixonados. Fracasso e Simone hospedam-se na casa de Don Cassandro, que é um solterão mesquinho, vaidoso, egoísta, rico e avarento. Fracasso está namorando Giacinta, mas os dois irmãos Don Cassandro e Don Polidoro não consentem com este casamento. Para que os irmãos consintam com as bodas, Fracasso arranja um jeito para que Don Cassandro namore a sua irmã Rosina que está com eles para desfrutar das férias junto ao seu irmão. Rosina, então, disfarça-se de uma jovem e pobre camponesa, a "A Falsa Simples".
No gabinete na casa de Don Cassandro: Don Polidoro é um personagem bobo e bom que se deixa tiranizar por seu irmão mais velho. Ele namora Rosina quando a vê e propõe casar-se com ela, escreve-lhe bilhetes, oferece-lhe dinheiro. Don Cassandro, que é enganado por Rosina, dá-lhe um anel e, para não perdê-lo, a moça decide guardá-lo em sua casa.

### Ato II
No salão iluminado de Don Cassandro. No curso de uma festa se acendem os ânimos. Rosina dança com seus pretendentes e diz que ama aos dois. Don Cassandro adormece embriagado e ela devolve-lhe o anel. Quando ele acorda enfrenta Fracasso por causa deste anel. Inicia-se outra nova intriga: Simone leva Giacinta, seguida de Ninetta, que anda escondida atrás delas, e comunica a Don Cassandro e Don Polidoro que sua irmã Rosina escapou com todos os seus bens. Eles prometem, a ele e a Fracasso, consentir com o casamento caso ele a encontre.

### Ato III
No caminho do campo. Fracasso e Simone voltam com Giacinta e Ninetta e revelam-se as intrigas. Don Cassandro perdoa a todos e consente com as bodas.

## Orquestração
- 1 cravo (para recitativo secco)
- 2 flautas
- 2 oboés
- 2 cornes ingleses
- 2 fagotes
- 2 trompas
- Instr. de cordas: violino (primeiros e segundos), violas, violoncelos (para recitativo secco) e contrabaixos (para recitativo secco)